# Дом купца Белова
Дом купца Белова — жилой двухэтажный особняк постройки начала XX века в городе Тотьма Вологодской области. Памятник истории и культуры регионального значения. В настоящее время строение отремонтировано и используется в качестве жилого дома. Адрес: Белоусовская улица, дом № 10 (у пересечения с улицей Володарского).

## История
Здание с угловым эркером является памятником деревянного зодчества начала XX века. Это одно из привлекательных строений в городе Тотьма, построенных в стиле в стиле провинциального модерна. В 1979 году дом был определён под государственную охрану.
Матвей Белов, тотемский купец, являлся первым владельцем данного строения. Купец организовал торговлю бакалейными, хлебными, железо-скобяными, москательными товарами. Он владел несколькими крендельными и пряничными заведениями в городе.
После революции 1917 года советская власть стала использовать дом Белова для нужд I Уездного комитета партии большевиков, затем здесь разместилось Уездное земельное управление. В начале 1920-х годов особняк практически полностью был уничтожен огнём, но был восстановлен по имеющимся в архивах фотографиям. В 1970-е годы дом был отремонтирован и приспособлен под детский дом, позже в этом строении стал работать детский сад «Чайка».

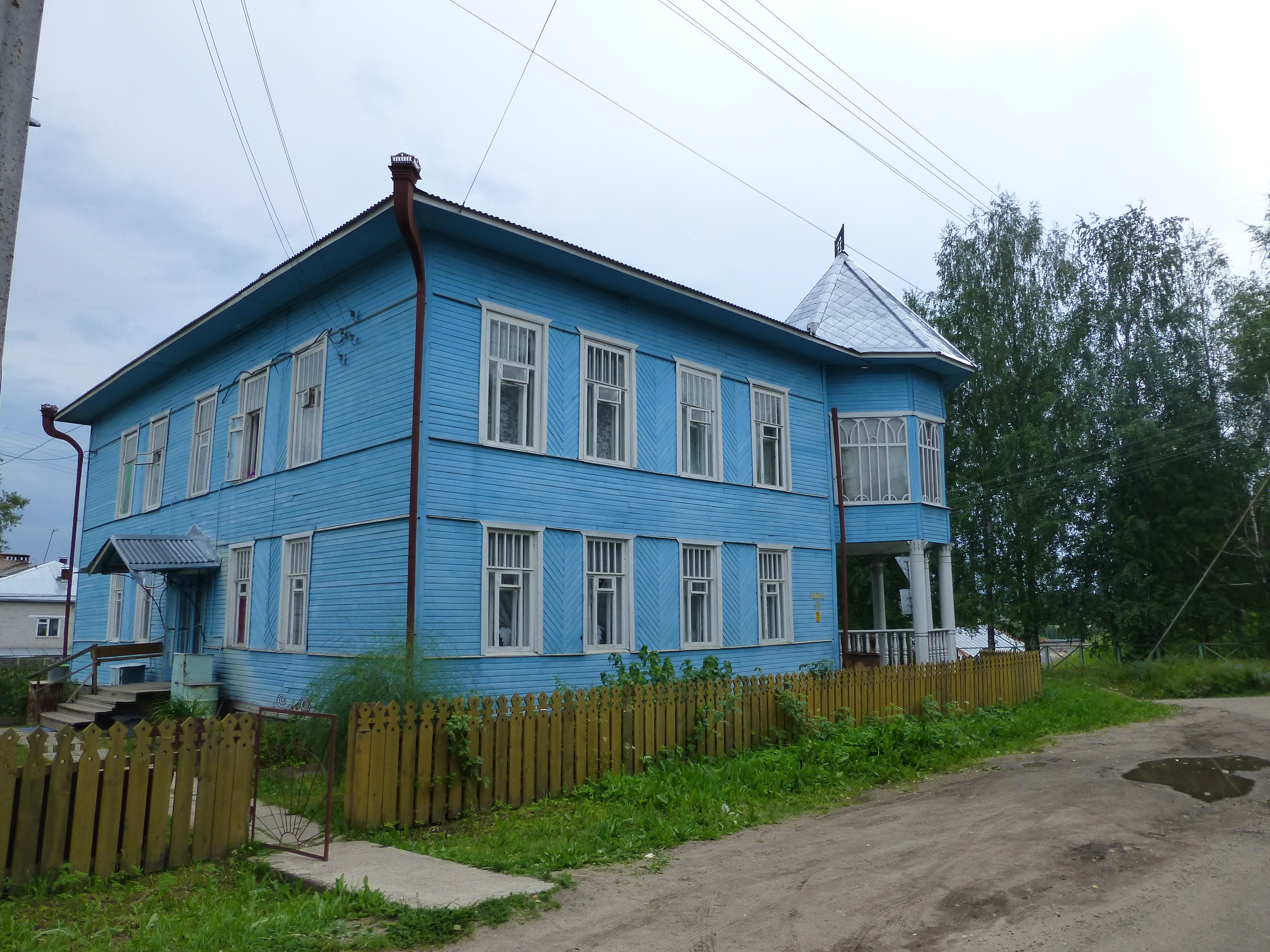
Вид сбоку

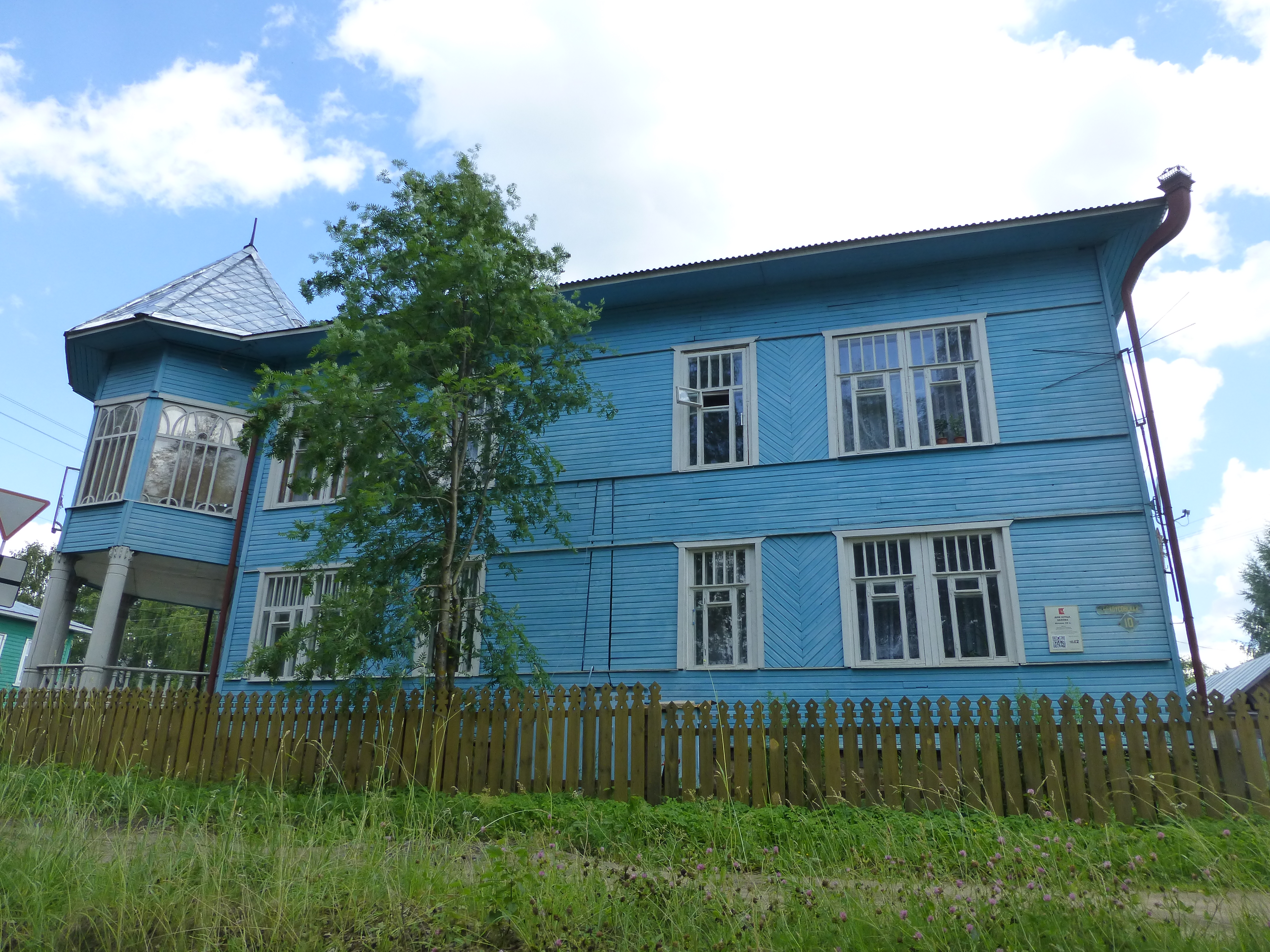
Фасад дома

## Архитектура
Деревянный дом в два этажа находится вблизи набережной, на пересечении двух улиц. В народе это здание получило название «Дом с эркерами».
Особняк спроектирован специально для угла квартала и несёт на себе значительную градостроительно-композиционную нагрузку. В строении хорошо сохранилась историческая расстекловка окон, оригинальная кровля над балконом с необычным кованым элементом, деревянные колонны с капителями и, частично, узорные жестяные водостоки.

## Современное состояние
В настоящее время особняк Белова используется в качестве жилого дома на несколько квартир.

## Документы
Решение от 16.03.1979 г. № 180 г. Вологда. «О мерах по улучшению охраны и использования памятников истории и культуры г. Тотьмы».